# イジョラ人
イジョラ人（イングリア語:ižora,inkeroin,ižoralain、ロシア語: Ижора）は、イングリアのフィン・ウゴル系民族である。
中世にはヴォヂ人と共にイジョルスカヤ・ゼムリャー（「イジョラの地」の意。現イングリア東部）の基幹民族だった。20世紀半ばまでは自身独自の言語であるイングリア語や、被服、食物、住居などに関する物質的、また精神的な両側面の文化を保持していた。しかし同化政策により、現在は、イングリア語を話すことができるのは数百人のみである。また、同地に住むインゲルマンランディヤ人がルター派であるのと異なり、正教を信奉する者が多数である。

## 人口
2002年全ロシア国勢調査によれば、ロシア国内のイジョラ人は327人おり、そのうち177人がレニングラード州に住んでいた。最もイジョラ人の多く住む自治体は、レニングラード州キンギセップ地区のヴィスチノ(ru)であり、43人が住んでいた。また、177人のうち、94人（53%）がイングリア語に堪能であり、83人はロシア語に堪能であると回答した。
ソビエト連邦の崩壊後の2001年ウクライナ国勢調査によれば、ウクライナに822人が住んでおり、うち788人（96%）がクリミアに住んでいるという集計結果が出たが、そのうちイングリア語を母語とすると回答したのは2人のみだった。なお、1989年ソ連国勢調査では、イジョラ人はウクライナには9人が住むのみだった。
エストニアでは、2000年の調査によれば62人が住んでおり、そのうち10人がタリンに住んでいた。イングリア語を母語とするのは19人（31%）、ロシア語は39人、エストニア語は3人だった。

## 歴史

14 - 15世紀のイングリアの地図。Ижорская земля：イジョルスカヤ・ゼムリャー

イジョラ人に関する史料上の最も古い言及は、『イオアキム年代記(ru)』の、リューリク朝の祖であるリューリクと妻・エファンダの結婚に際しての、「海沿いの街でイジョラと共にヴェノ（中世ルーシの夫の払う結納金）に関する誓約を行った」という記述となる。これに従えば9世紀半ばが初出となるが、研究者はこの記述は疑わしいとみなしている。よって、確実な最初の言及は、1164年から1189年の間に書かれた、ローマ教皇アレクサンデル3世が、ウプサラ司教ステファンに宛てた詔書となる。詔書はイジョラ人のペイガニズムについて述べており、半世紀後にはすでに、ヨーロッパにおいて、イジョラ人は強大で危険な人々と認識されていた。13世紀以降イジョラ人がノヴゴロド人と共に、ヤミ族の領域を超えて侵出を始めたことで、この危惧は裏付けられた。また、ハインリヒ・フォン・レットラント(ru)（ラトビアのヘンリー）による『リヴォニア年代記』の1221年の項には、イジョルスカヤ・ゼムリャーをインガルディヤとした言及が見られる。
13世紀からは、ルーシの年代記にもイジョラ人に関する言及が見出されるようになる。たとえば、1228年には、ノヴゴロド公国領のラドガへ侵入してきたヤミ族とノヴゴロド軍との戦いに、イジョラ人が参加していたことが記されている。また、1240年7月初頭、イジョルスカヤ・ゼムリャーの族長ペルグイがルーシに迫るスウェーデンの艦隊を発見し、ノヴゴロド公アレクサンドルに報告したと記されている。これはいわゆるネヴァ川の戦い(ru)の始まりの出来事である。
これらの時期には、イジョラ人の生活圏の北部にあたるカレリア地峡やセヴェルノエ・プリラドジエ(ru)（「ラドガ近郊北部」の意。歴史的地域名）において、イジョラ人は明らかに、未だ民族・文化的にカレリア人(ru)ときわめて近い関係にあった（この時期の年代記には、カレリア人は「コレラ族」として言及されていた）。また、両集団の類似性は16世紀まで保持されていた。
イジョルスカヤ・ゼムリャーの、最初のかなり正確な人口データは、1500年のヴォドスカヤ・ピャチナ(ru)（ヴォルホフ川とルーガ川の間を指す18世紀まで用いられた行政区分。ピャチナの1つ）のピスツォヴァヤ・クニーガ（課税財産台帳）における集計であるが、住人の民族性については記されていない。伝統的な説としては、ヴォドスカヤ・ピャチナ内のコレラ郡(ru)とオレホフ郡(ru)の住人は、大多数がロシア語の名前と、ロシア語・カレリア語の通称を持つ、正教徒のイジョラ人、カレリア人であったとみなされている。また、イジョラ人、カレリア人の境界線は、カレリア地峡のいずれかにおいて延びていたことは確実であり、それはおそらく、コレラ郡、オレホフ郡の境界線と一致していたと考えられる。
ロシアの動乱時代の1611年に、イジョルスカヤ・ゼムリャーはスウェーデン王国（バルト帝国）に占領された。スウェーデン領となっていた以降の100年の間に、多くのイジョラ人が自身の村から離れた。1721年、大北方戦争に勝利した帝政ロシアはニスタット条約によってイングリアを割譲させた後、サンクトペテルブルク県(ru)を設置し、イジョルスカヤ・ゼムリャーはこの行政単位に含まれた。1732年の納税人口調査によれば、イングリアには14500人のイジョラ人が計上された。19世紀半ばの記録では17000人、1926年には16100人となっていた。
20世紀初頭に、イジョラ人はあまりロシア語を解さないと指摘した研究者がいるが、既に、ほぼ全てのイジョラ人は正教を信奉し、ロシア語の姓と父称を有していた。なお、元来のイジョラ人の伝統では姓や父称は用いず、祖父の名を姓として用いていた。ソビエト連邦期の1959年には1100人、1989年には自身をイジョラ人とみなしたのは820人（うちイジョラ語の話し手は302人）となっていた。現ロシアの2002年の調査ではロシア国内に327人となった。

## 文化

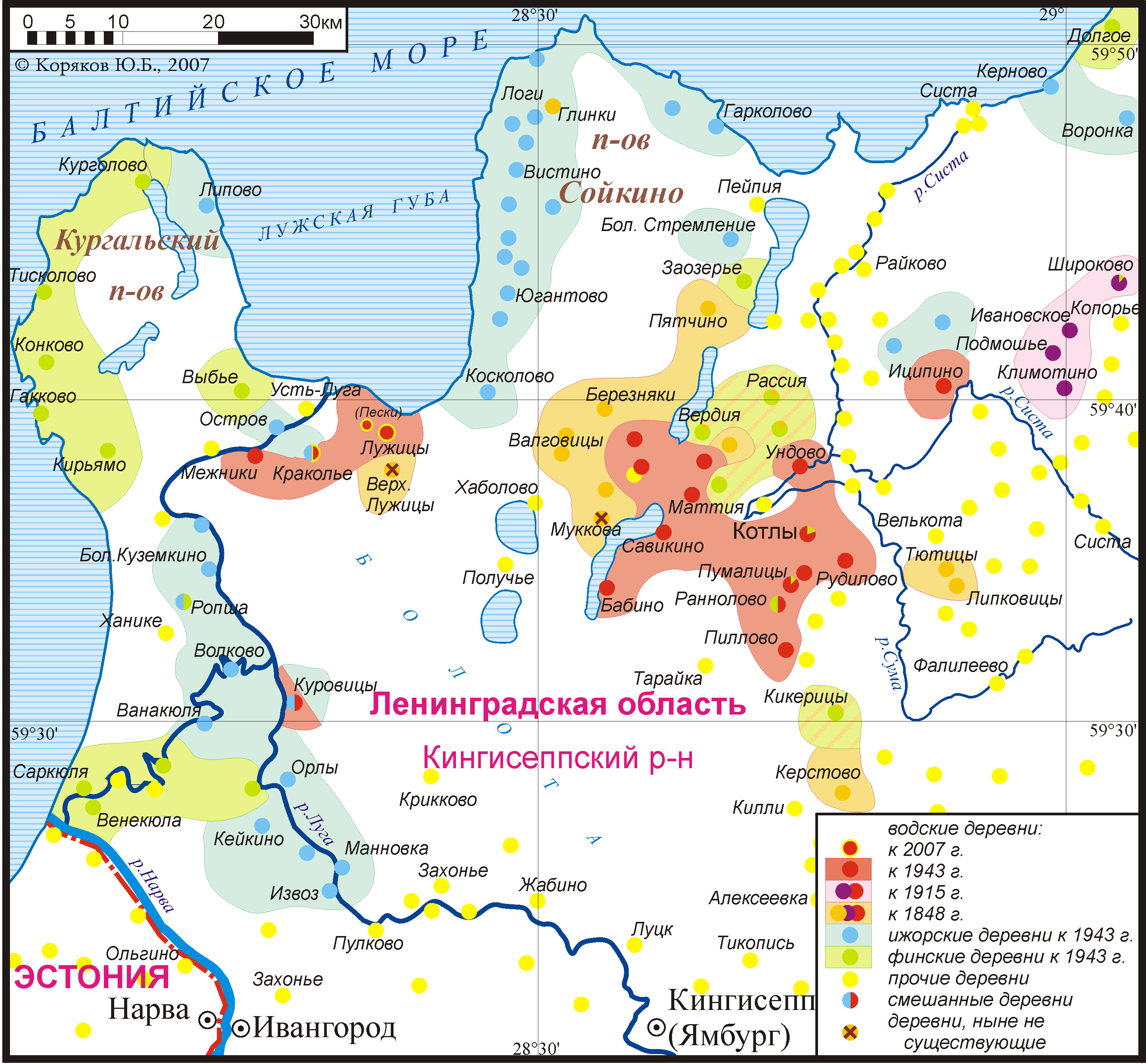
レニングラード州ギンキセップ地区の、バルト・フィン諸語を話す住人の居住地を示した地図。19 - 20世紀。
青：イングリア語話者　赤：ヴォート語話者
緑：フィンランド語話者　黄：その他

### 言語
イジョラ人固有の言語であるイングリア語は、ウラル語族フィン・ウゴル語派中のバルト・フィン諸語に属し、カレリア語、フィンランド語に非常に近い。2002年全ロシア国勢調査では、イングリア語を使用するのは362人であり、ロシア在住のイジョラ人の総数である327人よりも多かった。2009年、国際連合教育科学文化機関（ユネスコ）はイングリア語を危機に瀕する言語に位置づけた。

### 人種・遺伝子
金髪碧眼の特徴があるスカンジナビア人種の容貌を持ったコーカソイドであるが、モンゴロイド起源のハプログループN (Y染色体)が低頻度でみられる（紀元前の中国東北部にある遼河文明人からも発見される）。

### 生業
沿岸地帯に住むイジョラ人の主な生活基盤は漁業であった。14世紀初頭のピスツォヴァヤ・クニーガ（課税財産台帳）には、オブローク(ru)（年貢または小作料）として漁獲高を記し、ポダチ（直接税）としてクルヴァ（おそらくコリュシュカ(ru)という魚の名に由来。）の納税を記している。20世紀にはコリュシュカやサラカ(ru)釣りが主に行われていた。
東部のイジョラの村の住人は、流暢なロシア語を話し、サンクトペテルブルクへ働きに来る者もいた。男性は職人の元で軽工業に携わったり、辻馬車・荷馬車の御者(ru)を勤めたりしていた。また、ベビーシッターを行う若い女性もいた。
イジョラ人には優れた大工が多く、また多くの村で、布製品や細枝で編んだ籠、その他の日用品が作られていた。

### 被服
イジョラ人の服装について、研究者によって最初に記録されたのは18世紀のことである。それによれば、未婚の若い女性と既婚の女性とに服装の違いはなく、髪型と頭部に装着する衣類のみが異なっていた。既婚女性は独特のベールを昼夜問わずに着用していた。また、女性用の帯は、多彩なビーズ、金銀のモール、子安貝などで飾られていた。
シャツは主に多重に織り込んだリンネル製のものを用い、きわめて多様な図案装飾(ru)や刺繍がなされていた。また、襟留め金（フィブラ）で襟を締めていた。襟留め金の多くは銀製の楕円形状で、時には金メッキされたものや、宝石もしくは真珠をちりばめたものもあった。シャツの上には、肩掛けエプロンを連想させる形の織物を羽織った。
このような装飾は、イジョラ人の儀式や慣習の世界で、魔術的な重要な意味のあるものだった。

### 伝承
イジョラ人の伝承として、口承による創造神話（歌い語りによるルーヌィ(ru)）が知られる。イジョラ人は、カレリア人(ru)、フィン人と共通する叙事詩（たとえば『カレワラ』に組み込まれている。）を有していた。ただし、それは若干のイジョラの詩人の間にのみ残されるものであった。19世紀 - 20世紀の境目にはカレリア地峡出身の女性詩人ラリン・パラスケ(ru)（パラスコヴィヤ・ニキティナ）が活躍した。

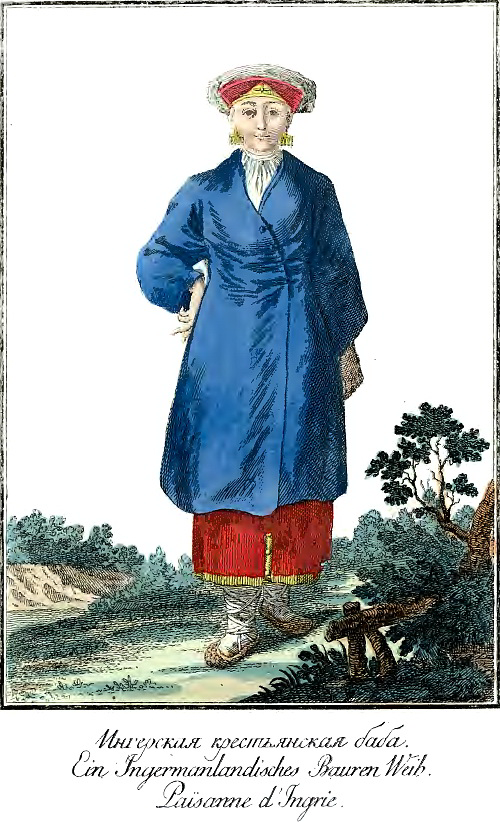
イジョラ人女性の服装。18世紀末、サンクトペテルブルク近郊
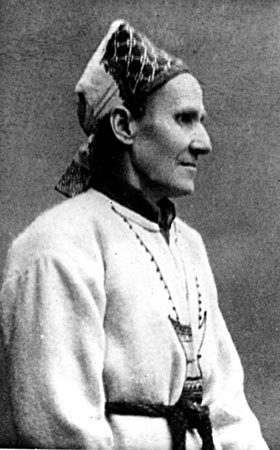
ラリン・パラスケ

## 地名
- ロシアでは、イジョラ川などいくつかの地名にイジョラの名が冠されている。